# Montigny (Cher)
Pour les articles homonymes, voir Montigny.
Montigny est une commune française située dans le département du Cher, en région Centre-Val de Loire.

## Géographie

### Description
Montigny est un village rural berrichon situé à 28 km à vol d'oiseau au nord-est de Bourges, 47 km à l'est de Vierzon, 94 km au sud-est d'Orléans et à 15 km au sud-ouest de Sancerre
Il est desservi par l’ancienne route nationale 455 qui tangente au nord-ouest le territoire communal.

### Communes limitrophes
Les communes limitrophes sont  Azy, Humbligny, Jalognes, Neuvy-Deux-Clochers, Rians, Saint-Céols et Veaugues.

### Climat
Pour des articles plus généraux, voir Climat du Centre-Val de Loire et Climat du Cher.
En 2010, le climat de la commune est de type climat océanique dégradé des plaines du Centre et du Nord, selon une étude du CNRS s'appuyant sur une série de données couvrant la période 1971-2000. En 2020, Météo-France publie une typologie des climats de la France métropolitaine dans laquelle la commune est exposée à un climat océanique altéré et est dans la région climatique Centre et contreforts nord du Massif Central, caractérisée par un air sec en été et un bon ensoleillement.
Pour la période 1971-2000, la température annuelle moyenne est de 11,3 °C, avec une amplitude thermique annuelle de 15,9 °C. Le cumul annuel moyen de précipitations est de 867 mm, avec 11,6 jours de précipitations en janvier et 7,6 jours en juillet. Pour la période 1991-2020, la température moyenne annuelle observée sur la station météorologique la plus proche, située sur la commune d'Étréchy à 9 km à vol d'oiseau, est de 11,5 °C et le cumul annuel moyen de précipitations est de 794,9 mm,. Pour l'avenir, les paramètres climatiques de la commune estimés pour 2050 selon différents scénarios d'émission de gaz à effet de serre sont consultables sur un site dédié publié par Météo-France en novembre 2022.

## Urbanisme

### Typologie
Au 1er janvier 2024, Montigny est catégorisée commune rurale à habitat très dispersé, selon la nouvelle grille communale de densité à 7 niveaux définie par l'Insee en 2022.
Elle est située hors unité urbaine et hors attraction des villes,.

### Occupation des sols

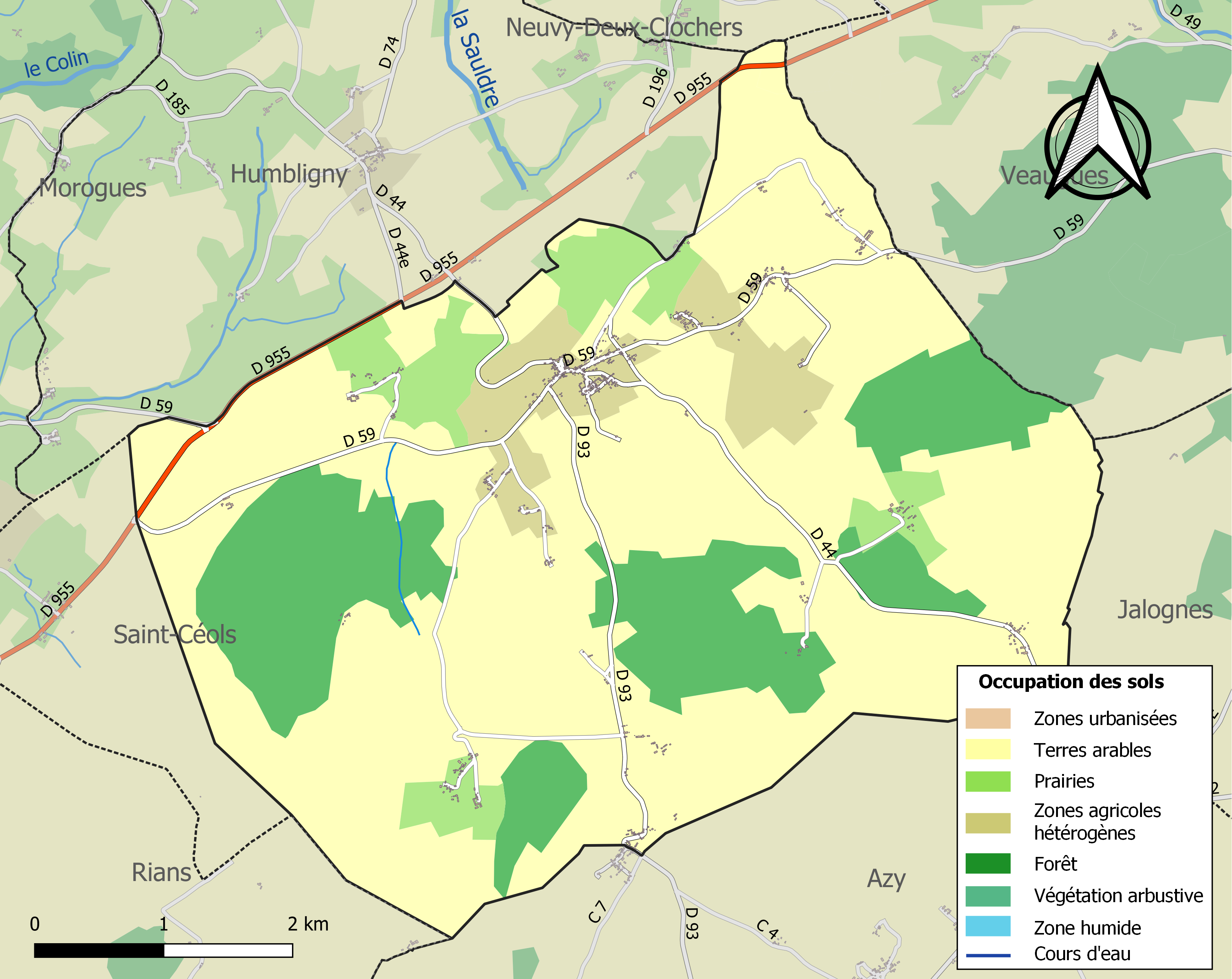
Carte des infrastructures et de l'occupation des sols de la commune en 2018 (CLC).

L'occupation des sols de la commune, telle qu'elle ressort de la base de données européenne d’occupation biophysique des sols Corine Land Cover (CLC), est marquée par l'importance des territoires agricoles (80,2 % en 2018), une proportion identique à celle de 1990 (80,2 %). La répartition détaillée en 2018 est la suivante : 
terres arables (66,8 %), forêts (19,8 %), prairies (6,6 %), zones agricoles hétérogènes (6,6 %), cultures permanentes (0,2 %).
L'évolution de l’occupation des sols de la commune et de ses infrastructures peut être observée sur les différentes représentations cartographiques du territoire : la carte de Cassini (XVIIIe siècle), la carte d'état-major (1820-1866) et les cartes ou photos aériennes de l'IGN pour la période actuelle (1950 à aujourd'hui).

### Habitat et logement
En 2018, le nombre total de logements dans la commune était de 277, alors qu'il était de 263 en 2013 et de 262 en 2008.
Parmi ces logements, 66,1 % étaient des résidences principales, 18,5 % des résidences secondaires et 15,4 % des logements vacants. Ces logements étaient pour 98,8 % d'entre eux des maisons individuelles et pour 0,8 % des appartements.
Le tableau ci-dessous présente la typologie des logements à Montigny en 2018 en comparaison avec celle du Cher et de la France entière. Une caractéristique marquante du parc de logements est ainsi une proportion de résidences secondaires et logements occasionnels (18,5 %), très  supérieure à celle du département (7,5 %) et à celle de la France entière (9,7 %). Concernant le statut d'occupation de ces logements, 85,5 % des habitants de la commune sont propriétaires de leur logement (86,4 % en 2013), contre 67,1 % pour le Cher et 57,5 % pour la France entière.
| Typologie                                               | Montigny | Cher | France entière |
| ------------------------------------------------------- | -------- | ---- | -------------- |
| Résidences principales (en %)                           | 66,1     | 79,6 | 82,1           |
| Résidences secondaires et logements occasionnels (en %) | 18,5     | 7,5  | 9,7            |
| Logements vacants (en %)                                | 15,4     | 12,9 | 8,2            |

### Risques naturels et technologiques
Le territoire de la commune de Montigny est vulnérable à différents aléas naturels : météorologiques (tempête, orage, neige, grand froid, canicule ou sécheresse), mouvements de terrains et séisme (sismicité faible). Un site publié par le BRGM permet d'évaluer simplement et rapidement les risques d'un bien localisé soit par son adresse soit par le numéro de sa parcelle.

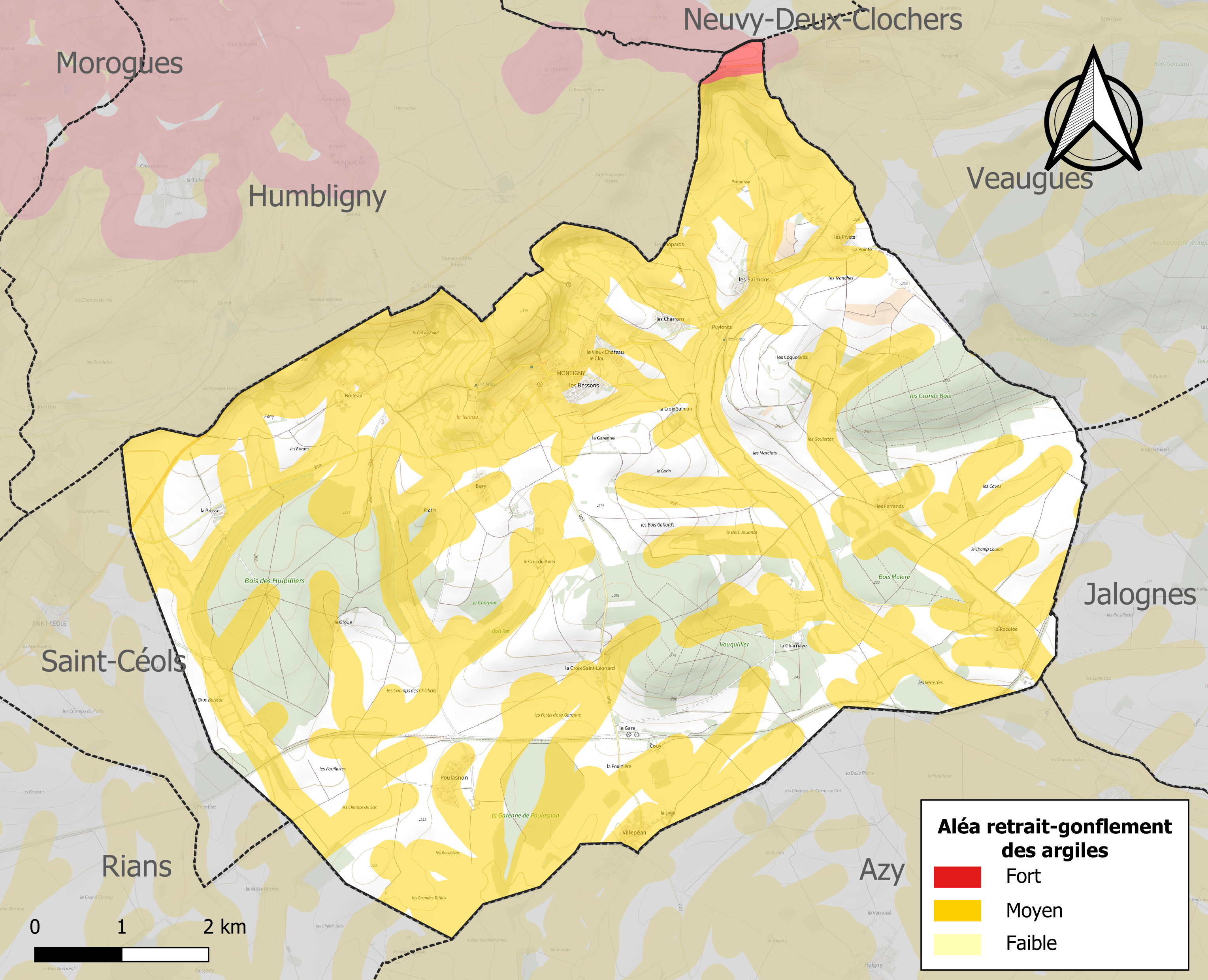
Carte des zones d'aléa retrait-gonflement des sols argileux de Montigny.

La commune est vulnérable au risque de mouvements de terrains constitué principalement du retrait-gonflement des sols argileux. Cet aléa est susceptible d'engendrer des dommages importants aux bâtiments en cas d’alternance de périodes de sécheresse et de pluie. 59,8 % de la superficie communale est en aléa moyen ou fort (90 % au niveau départemental et 48,5 % au niveau national). Sur les 287 bâtiments dénombrés sur la commune en 2019, 203 sont en aléa moyen ou fort, soit 71 %, à comparer aux 83 % au niveau départemental et 54 % au niveau national. Une cartographie de l'exposition du territoire national au retrait gonflement des sols argileux est disponible sur le site du BRGM,.
Concernant les mouvements de terrains, la commune a été reconnue en état de catastrophe naturelle au titre des dommages causés par la sécheresse en 2019 et par des mouvements de terrain en 1999.

## Histoire

### Antiquité
La commune est traversée par la voie romaine de Bourges à Saint-Thibault. L'ancienne seigneurie dépendait du fief des Aix d'Angillon.
Le hameau de Boiteau est paradoxalement bien plus ancien que l'actuel bourg de Montigny, puisqu'y sont retrouvées des traces d'occupations gauloises.
Ultérieurement, une maison forte y fut établie, accolée ou non de ce qui reste de l'ancienne église consacrée à Saint Jean (aujourd'hui exploitation agricole).

### Moyen Âge
Le bourg, dans sa forme actuelle, apparaît à flanc de coteaux vers 1139.

### Époque contemporaine
Le bourg est desservi de 1893 à 1966 par la gare de Montigny - Azy sur la ligne de Saint-Germain-du-Puy à Cosne-Cours-sur-Loire, infrastructure créée à la suite des faiblesses en matière de logistique militaire constatées lors de la Guerre franco-allemande de 1870 afin de créer une diagonale ferroviaire reliant le sud-ouest au nord-est de la France, et qui s'est révélée très utile pendant la Première Guerre mondiale, et qui a fait l'objet de combats lors de la Seconde Guerre mondiale

## Politique et administration

### Rattachements administratifs et électoraux

#### Rattachements administratifs
La commune se trouve depuis 1926 dans l'arrondissement de Bourges du département du Cher.
Elle faisait partie depuis 1801 du canton d'Henrichemont. Dans le cadre du redécoupage cantonal de 2014 en France, cette circonscription administrative territoriale a disparu, et le canton n'est plus qu'une circonscription électorale.

#### Rattachements électoraux
Pour les élections départementales, la commune fait partie depuis 2014 du canton de Saint-Germain-du-Puy
Pour l'élection des députés, elle fait partie de la première circonscription du Cher.

### Intercommunalité
Montigny était membre de la petite communauté de communes Les Hautes Terres en Haut Berry, un établissement public de coopération intercommunale (EPCI) à fiscalité propre créé en 2001 et auquel la commune avait transféré un certain nombre de ses compétences, dans les conditions déterminées par le code général des collectivités territoriales.
Dans le cadre des dispositions de la loi portant nouvelle organisation territoriale de la République du 7 août 2015, qui prévoit que les établissements publics de coopération intercommunale (EPCI) à fiscalité propre doivent avoir un minimum de 15 000 habitants, cette intercommunalité a fusionné avec sa voisine pour former, le 1er janvier 2017, la communauté de communes Terres du Haut Berry, dont est désormais membre la commune.

### Liste des maires
| Période                                  | Période       | Identité                | Étiquette | Qualité                                                                                           |
| ---------------------------------------- | ------------- | ----------------------- | --------- | ------------------------------------------------------------------------------------------------- |
| Les données manquantes sont à compléter. |               |                         |           |                                                                                                   |
|                                          |               |                         |           |                                                                                                   |
|                                          | 1977          | M. Maurice              |           |                                                                                                   |
| 1977                                     | mars 2001     | Jean Girault            | PCF       | Patron d'un abattoir à volailles                                                                  |
| mars 2001                                | novembre 2010 | Jacqueline Talbot       | DVG       |                                                                                                   |
| novembre 2010                            | janvier 2011  | Alain Passe             | DVG       | Maire par intérim                                                                                 |
| janvier 2011                             | juillet 2022  | Joël Drault             | SE        | Directeur de la Prévention et du Développement social retraité, au conseil général Démissionnaire |
| juillet 2022                             | En cours      | Jean-Loup Van der Beken | SE        | Cadre retraité                                                                                    |

## Équipements et services publics
La commune s'est dotée en octobre d'une nouvelle mairie conçue par les architectes Fabienne Bulle et Hicham Hamze Khaddaj qui ont réhabilité un bâtiment existant, et qui intègre une agence postale communale,.

## Démographie
L'évolution du nombre d'habitants est connue à travers les recensements de la population effectués dans la commune depuis 1793. Pour les communes de moins de 10 000 habitants, une enquête de recensement portant sur toute la population est réalisée tous les cinq ans, les populations de référence des années intermédiaires étant quant à elles estimées par interpolation ou extrapolation. Pour la commune, le premier recensement exhaustif entrant dans le cadre du nouveau dispositif a été réalisé en 2005.

En 2022, la commune comptait 323 habitants, en évolution de −15,89 % par rapport à 2016 (Cher : −2,48 %, France hors Mayotte : +2,11 %).
| 1793  | 1800  | 1806 | 1821  | 1831  | 1836  | 1841  | 1846  | 1851  |
| ----- | ----- | ---- | ----- | ----- | ----- | ----- | ----- | ----- |
| 1 054 | 1 036 | 902  | 1 004 | 1 087 | 1 078 | 1 075 | 1 110 | 1 163 |

| 1856  | 1861  | 1866  | 1872  | 1876  | 1881  | 1886  | 1891  | 1896 |
| ----- | ----- | ----- | ----- | ----- | ----- | ----- | ----- | ---- |
| 1 237 | 1 068 | 1 048 | 1 057 | 1 105 | 1 074 | 1 120 | 1 252 | 979  |

| 1901 | 1906 | 1911 | 1921 | 1926 | 1931 | 1936 | 1946 | 1954 |
| ---- | ---- | ---- | ---- | ---- | ---- | ---- | ---- | ---- |
| 926  | 914  | 935  | 803  | 796  | 759  | 714  | 664  | 624  |

| 1962 | 1968 | 1975 | 1982 | 1990 | 1999 | 2005 | 2006 | 2010 |
| ---- | ---- | ---- | ---- | ---- | ---- | ---- | ---- | ---- |
| 556  | 489  | 432  | 422  | 375  | 373  | 339  | 340  | 380  |

| 2015 | 2020 | 2022 | - | - | - | - | - | - |
| ---- | ---- | ---- | - | - | - | - | - | - |
| 381  | 335  | 323  | - | - | - | - | - | - |

## Culture locale et patrimoine

### Lieux et monuments
- L'église Saint-Martial, datée du XIIe siècle, et protégée au titre des Monuments Historiques depuis son inscription à l'inventaire supplémentaire en 2008[25].

## Pour approfondir